# The Flame Within (album)
Albums de Stream of Passion
Embrace the Storm
(2005) Darker Days
(2011)
The Flame Within est le deuxième album du groupe de metal gothique mexicano-hollandais Stream of Passion, sorti le 29 mai 2009.

## Liste des morceaux
| 1.          | The Art Of Loss                      | 03 min 57 s |
| 2.          | In The End                           | 04 min 01 s |
| 3.          | Now Or Never                         | 04 min 13 s |
| 4.          | When You Hurt Me The Most            | 04 min 46 s |
| 5.          | Run Away                             | 04 min 16 s |
| 6.          | Games We Play                        | 04 min 02 s |
| 7.          | This Endless Night                   | 04 min 20 s |
| 8.          | My Leader                            | 04 min 53 s |
| 9.          | Burn My Pain                         | 04 min 18 s |
| 10.         | Let Me In                            | 03 min 32 s |
| 11.         | Street Spirit (reprise de Radiohead) | 05 min 24 s |
| 12.         | A Part Of You                        | 04 min 48 s |
| 13.         | All I Know                           | 02 min 12 s |
| 14.         | Far and Apart (bonus)                | 04 min 12 s |
| 54 min 40 s |                                      |             |